# Ubit Paya Itik
Ubit Paya Itik is een bestuurslaag in het regentschap Aceh Utara van de provincie Atjeh, Indonesië. Ubit Paya Itik telt 379 inwoners (volkstelling 2010).